# Лос Гатос (Калифорнија)
Лос Гатос (енгл. Los Gatos) град је у америчкој савезној држави Калифорнија. По попису становништва из 2020. у њему је живело 33.529 становника.

## Демографија
Према попису становништва из 2010. у граду је живело 29.413 становника, што је 821 (2,9%) становника више него 2000. године.
| Група             | 2000.          | 2010.          |
| Белци             | 23.821 (83,3%) | 22.657 (77,0%) |
| Афроамериканци    | 226 (0,8%)     | 269 (0,9%)     |
| Азијати           | 2.173 (7,6%)   | 3.203 (10,9%)  |
| Хиспаноамериканци | 1.491 (5,2%)   | 2.120 (7,2%)   |
| Укупно            | 28.592         | 29.413         |

## Партнерски градови
- Талин